# Rafael Fernández Álvarez
Rafael Luis Fernández Álvarez (Oviedo, 17 de septiembre de 1913-Oviedo, 18 de diciembre de 2010) fue un dirigente político español, primer presidente del Principado de Asturias.

## Biografía
Nació en Oviedo en 1913. Se casó y tuvo cinco hijos con Purificación Tomás, hija del dirigente socialista asturiano durante la II República Belarmino Tomás Álvarez. Enviudó en 1990 y se casó en 1996 con Belén Torrecillas San Millán.
Político perteneciente a la Federación Socialista Asturiana (FSA-PSOE). Durante la guerra civil, jugó un importante papel dentro del bando republicano. Así, como miembro del Consejo Interprovincial de Asturias y León fue Consejero de Hacienda, y con la declaración de soberanía (1937) Consejero de Justicia y Orden Público.
Se exilió en México tras la ocupación de Asturias por las tropas franquistas (septiembre-octubre de 1937). Regresó a España en 1977. Fue el presidente, a partir de 1978, del Consejo Regional de Asturias (nombre del órgano provisional preautonómico creado para Asturias por el Gobierno de Adolfo Suárez). Con la aprobación del Estatuto de Autonomía de Asturias a finales de 1981, fue elegido primer Presidente del Principado de Asturias hasta las elecciones autonómicas de mayo de 1983, las primeras tras la aprobación del Estatuto de Autonomía de Asturias. Su elección por la Junta General del Principado tuvo lugar en la sesión del 15 de abril de 1982, siendo nombrado por el rey como Presidente el 26 de abril de 1982.

## Cargos Desempeñados
- Consejero de Hacienda por el Consejo Interprovincial de Asturias y León (1936-1937)
- Consejero de Justicia y Orden Público por el Consejo Soberano de Asturias y León (1937)
- Senador por el Principado de Asturias (1977-2000)
- Secretario general de la FSA-PSOE (1977-1978)
- Presidente de la FSA-PSOE (1978-2010)
- Presidente del Consejo Regional de Asturias (1978-1982)
- Presidente del Principado de Asturias (1982-1983)